# Seznam slovenskih telovadcev
Seznam slovenskih telovadcev.

## A
- Miroslav Ambrožič
- Edvard Antosiewicz
- Pia Arhar
- Maja Arnež (r. Seliger)

## B
- Bojan Bajc (trener)
- Rafael Ban?
- Katarina Kos
- Pia Belak
- Teja Belak
- (Matija Benčan)
- Maja Dokl Berločnik
- Sašo Bertoncelj
- Rika Binter (trenerka)
- Drago Bizjak
- Luka Bojanc
- Toni Bolković (trener)
- Brina Božič
- Nikolaj Božič
- Simona Brejc
- Janez Brodnik
- Franc Brunet
- Kevin George Buckley
- Maja Bučar Pajek (trenerka)

## C
- Miroslav Cerar
- Dragutin Cioti (Hrvat)
- Miran Cizelj
- Ričard Crnjac (trener)

## Č
- Tina Čas (*1981)
- Drago Čebular (inštruktor)
- Mira Čelik?
- Neža Černe (Novak)

## D
- Stane Derganc
- Lara Deu
- Saša Deželak
- Alen Dimic
- Andrej(k)a Dimnik
- Jasna Dokl (por. Osolnik)
- Maja Dokl (por. Berločnik)
- Marjan Dolgan
- Stanko Dolhar?
- Alenka Dolničar
- Zala Dornig
- Špela Dragaš (trenerka, sodnica)
- (Tara Dragaš: Italija)
- Ciril Dular?

## F
- Mirko Faganel
- Miroslav Forte
- Karel Fux
- Dušan Furlan

## G
- Vida Gerbec
- Saša Golob
- Artur Gorisse?
- Ančka Goropenko Keržan Majdič
- Dušan Gorup
- Marjan Gostinčar
- Boris Gregorka
- Robert Grgič
- Konrad Grilc

## H
- Martina Hajdinjak
- Stane Hlastan
- Ciril Hočevar
- Enis Hodžić Lederer
- Carmen Astrid Horvat
- Anže Hribar
- Katarina "Tuša" Hribar (1913–1962)
- Lucija Hribar (*2001)
- Maja Hribar (*1986)
- Janko Hrovat
- Bojan Hrovatin (inštruktor-šport invalidov) (1923–1970)

## I
- Igor Ivanuš (*1981)

## J
- Barbara Jakše (r. Turšič)
- Karel Janež
- Marjan Jeločnik
- Marjan Jemec
- Dušica Jeremić
- Lojze Jerin
- Aja Jerman Bukavec
- Egon Jezeršek
- Leja Jurišić

## K
- Dominika Kacin (telovadka)
- Julija Kamnar
- Barbara Kamnikar
- Ivana Kamnikar
- Janko Kavčič (pedagog)
- Mateja Kavšek (trenerka)
- Ivo Kermavner
- Milenko Kersnič
- Ančka Keržan
- Marjan Klavora
- Rok Klavora
- Helena Kobal (trenerka)
- Jože Kokole
- Rea Kolbl
- Lojze Kolman
- Breda Končnik
- Ljudmila Korolenko (trenerka)
- Verena Kotnik
- Marlenka Kovač
- Janko Kovačič (1887–1922)
- Ruž(ic)a Kovačič (trenerka)
- Sara Kragulj
- Alojz Kralj
- Špela Kratochwill
- Karel Kumer
- Beno Kunst
- Avgust Küssel
- France Kutin (preds. zveze)
- Tjaša Kysselef (*1993)

## L
- Maja Labović (trenerka?)
- Viktor Lindtner (1906–74) (inštruktor-vaditelj)
- Miro Longyka (1913–2008)
- Karmen Lužar (trenerka)
- Lojze Lubej (1900–1942)

## M
- Tone Malej
- Manca Marcelan
- Silvo Marinčič (trener)
- Janja Markuš (trenerka)
- Tina Matoh (trenerka)
- Andrej Mavrič (trener)
- Bernarda Mavrič - Nana (r. Müller)
- Jože Mavrič (trener)
- Mojca Mavrič
- Leon Mesarič
- Vida Mihelčič (r. Perišič)
- Barbara Miklič
- Tinkara Miklič
- Draga Mislej (inštruktorica)
- Viktor Murnik

## N
- Janko Nastran
- Dragiša Nikolić (trener)?
- Doljana Novak
- Fiona Novak
- Martin Novak

## O
- Jože Oblak (1935–2021)
- Jasna Dokl Osolnik
- Ivanka Orel (inštruktorica)
- Mihael Oswald

## P
- Jože Pahor
- Peter Pavšič
- Borut Pečar
- Aljaž Pegan
- Gojmir Pehani
- Lidija Perič (por. Flisar) (trenerka)
- Vida Perišič (por. Mihelčič)
- Janko Pertot (1896–1987)
- Maks Peterlin - "Orlov Maks"
- Mitja Petkovšek
- Aleksandra Podgoršek
- Ludvik Pogačnik
- Nevenka Pogačnik
- Rastko Poljšak (1899–1994)
- Janez Porenta
- Franc Primožič (1924–?)
- Josip (Jože) Primožič - Tošo
- Janez Pristov
- Marta Pustišek

## R
- Gregor Rakovič
- Erika Rakuša Boruta (*1979)
- Nataša Retelj (trenerka)
- Mojca Rode (*1983)
- Sonja Rozman (1934–2010)
- Milica Rožman Šlibar
- Lidija Rupnik Šifrer (1915–2003)

## S
- Mitja Samardžija (trener)
- Maja Seliger (por.
- Jože Senica (trener, sodnik)
- Urban Sever (trener)
- Vlado Simončič
- Ada Smolnikar
- Srečko Sršen
- Ciril Stanič (vaditelj)
- Vesna Stavrev
- Drago Stepišnik
- Miloš Stergar (sodnik)
- Vera Sušnik

## Š
- Adela Šajn
- Tomaž Šavnik (1908–2000)
- Tjaša Šeme
- Viktor Šenica
- Žiga Šilc
- Janez Šlibar /Janez Šribar?
- Drago Šoštarič
- Tine Šrot
- Jakob Štrafela
- Leon Štukelj
- Ana Štumberger
- Lucija Štumberger
- Jakob Šubelj
- Rajko Šugman (preds. zveze)
- Peter Šumi

## T
- Tone Teršek
- Marija Težak
- Avust Tiselj?
- Janez Tome ?
- Joža Trdina (gimnastična pedagoginja)
- Nina Trdina?
- Pavla Trogar (inštruktorica)
- Ivan (Davorin) Trstenjak
- Zala Trtnik
- Gregor Turk
- Barbara Turšič (por. Jakše)

## U
- Drago Ulaga

## V
- Jože Vadnov
- Branka Vajngerl
- Taja Vajngerl
- Jože Valentinčič  (preds. zveze)
- Jelica Vazzaz (trenerka)
- Jekatarina "Katja" Vedenejeva
- Jan Zdeněk Veselý (Čeh)
- Peter Vidmar (ZDA)
- Stane Vidmar
- Roman Vodeb
- Viktor Vodišek (trener?)
- Aljaž Vogrinec?
- Ruža Vojsk
- Karlo Vončina (inštruktor)
- Miloš Vratič
- Alojz Vrhovec
- Bojana Vrščaj (por. Mihelčič)

## Z
- Jože Zadnik (trener?)
- Meta Zagorc
- Jože Zakrajšek (preds. zveze)
- Jože Zalokar
- Branko Ziherl
- Janez Zima?
- Iza Zorec
- Oton Zupan(c?)
- Alenka Zupančič (por. Strnad)
- Daniel "Neli" Zupančič

## Ž
- Tomaž Železnik
- Sandra Žilavec
- Stane Žilič
- Ajda Žitnik
- Maks Žitnik
- Tone Žnidarič (inštruktor)